# Nicolaus Repenhagen
Nicolaus Repenhagen (* ca. 1488 in Lübeck; † nach 1529) war Sekretär des Hansekontors in Bergen und der Lübecker Bergenfahrer.

## Leben
Nicolaus Repenhagen war der Sohn eines gleichnamigen Kaufmanns und Mitglieds der Bergenfahrer in Lübeck, der in den Jahren 1510 bis 1517 als deren Ältermann dokumentiert ist. Reppenhagen studierte ab November 1506 an der Universität Rostock. Er wurde in Rostock 1508 zum Bakkalaureus und 1513 zum Magister promoviert. Als Nachfolger eines namentlich nicht bekannten Kontorsekretärs der Jahre 1514 bis 1517 und dessen Vorgänger Marcus Roterdes (bis 1514) muss Repenhagen seine Tätigkeit für das Kontor im Jahr 1517 bereits aufgenommen haben. Er wird im Juni 1518 erstmals urkundlich belegt, aber die überlieferten Akten der Bergenfahrer weisen auf seine zeitlich frühere Tätigkeit für das Kontor hin. Repenhagen war noch im Februar 1520 für das Kontor in Bergen als Sekretär tätig; Ende März 1520 wird er in Wismar als ehemaliger Sekretär des Kaufmanns zu Bergen bezeichnet. Sein Nachfolger als Sekretär in Bergen wurde 1521 der Magister Peter Kock.
Repenhagen erhielt 1529 von den Lübecker Bergenfahrern die zweite Vikarie am alten St. Olav-Altar in der Bergenfahrerkapelle der Lübecker Marienkirche und wirkte als Sekretär der Korporation der Lübecker Bergenfahrer.